# Redington Beach
Redington Beach ist eine Stadt im Pinellas County im US-Bundesstaat Florida. Das U.S. Census Bureau hat bei der Volkszählung 2020 eine Einwohnerzahl von 1.376 ermittelt. 

## Geographie
Redington Beach liegt auf einer Barriereinsel zwischen dem Golf von Mexiko und dem Intracoastal Waterway. Die Stadt grenzt im Norden an North Redington Beach und im Süden an Madeira Beach. Redington Beach liegt rund 10 Kilometer südlich von Clearwater sowie etwa 35 Kilometer westlich von Tampa.

## Demographische Daten
Laut der Volkszählung 2010 verteilten sich die damaligen 1427 Einwohner auf 1060 Haushalte. Die Bevölkerungsdichte lag bei 1585,6 Einw./km². 95,3 % der Bevölkerung bezeichneten sich als Weiße, 0,4 % als Afroamerikaner, 0,1 % als Indianer und 2,5 % als Asian Americans. 0,2 % gaben die Angehörigkeit zu einer anderen Ethnie und 1,5 % zu mehreren Ethnien an. 3,8 % der Bevölkerung bestand aus Hispanics oder Latinos.
Im Jahr 2010 lebten in 17,7 % aller Haushalte Kinder unter 18 Jahren sowie 36,7 % aller Haushalte Personen mit mindestens 65 Jahren. 65,4 % der Haushalte waren Familienhaushalte (bestehend aus verheirateten Paaren mit oder ohne Nachkommen bzw. einem Elternteil mit Nachkomme). Die durchschnittliche Größe eines Haushalts lag bei 2,14 Personen und die durchschnittliche Familiengröße bei 2,56 Personen.
14,6 % der Bevölkerung waren jünger als 20 Jahre, 12,9 % waren 20 bis 39 Jahre alt, 37,9 % waren 40 bis 59 Jahre alt und 34,5 % waren mindestens 60 Jahre alt. Das mittlere Alter betrug 53 Jahre. 49,4 % der Bevölkerung waren männlich und 50,6 % weiblich.
Das durchschnittliche Jahreseinkommen lag bei 76.875 $, dabei lebten 9,4 % der Bevölkerung unter der Armutsgrenze.
Im Jahr 2000 war Englisch die Muttersprache von 94,39 % der Bevölkerung, spanisch sprachen 3,12 % und 2,49 % hatten eine andere Muttersprache.

## Verkehr
Redington Beach wird von der Florida State Road 699 durchquert.
Der nächste Flughafen ist der rund 20 Kilometer nordöstlich gelegene St. Petersburg-Clearwater International Airport.